# Blauwbilgorgel
De Blauwbilgorgel is een Nederlands gedicht uit 1942, geschreven door C. Buddingh'. Hij schreef het kort nadat hij was opgenomen in het sanatorium Zonnegloren voor tuberculose en daar een verhaal las van de Engelse kinderboekenschrijfster Edith Nesbit waarin een Bluebillgurgle voorkwam. Het is het eerste van Buddingh's gorgelrijmen en er volgden er nog 72 over fantasiewezens, waaronder de pantippel, de simmelot, de wasseneushoorn en het zilverzandhaasje. Kort voor Buddingh's overlijden verscheen nog een nieuwe reeks gorgelrijmen in de bundel Nieuwe Gorgelrijmen (1985).
In het gedicht gebruikt Buddingh' parallellisme op meerdere niveaus: de vier coupletten hebben dezelfde opbouw: ze hebben een strak ritme, volgen het rijmschema aa-bbb, openen met vrijwel dezelfde beginregel en eindigen met een drievoudige kreet. De eindwoorden van elke tweede regel vormen een paronomasie die rijmt op Blauwbilgorgel.
De Blauwbilgorgel is blijkbaar een levend wezen dat een zelfbeschrijving geeft van geboorte tot dood: eenmaal stelt het zich voor als de Blauwbilgorgel, de drie keer erna noemt het zich een Blauwbilgorgel.
Het maakt correcte zinnen, maar met neologismen die alles aan de verbeelding overlaten zoals [Ik] knoester met mijn knezidon. Bestaande woorden als wok en riep lijken niet in hun normale betekenis gebruikt te worden. Het wezen noemt zijn voedsel en zijn leefwijze, maar alleen zijn benaming geeft een suggestie van zijn uiterlijk. De ouders zijn een porgel en een porulan. In de omgeving worden de zon en de nachtuil genoemd en het wezen voorziet dat het na zijn sterven zal ineenschrompelen tot een blauwe kiezelsteen.

## Publicatie
Het gedicht werd voor het eerst gepubliceerd in De Schone Zakdoek. Het is onder andere opgenomen in de bundel Gorgelrijmen uit 1953, het postume Alle gorgelrijmen (2003) en Buddingh' Gebundeld (2010). In 2017 verscheen van Buddingh's biograaf Wim Huijser: 'Ik ben de blauwbilgorgel'. Biografie van Buddingh's oergorgelrijm.

## In cultuur en samenleving
- De tekst van het gedicht werd op muziek gezet door onder anderen Wim ter Burg.
- De Belgische zanger Raymond van het Groenewoud bewerkte het gedicht voor de Kinderboekenweek in 1998 op de cd Van Rijm tot Rap.
- In 2007 verscheen – van de hand van Wim Huijser en Peter de Roos – het boek Raban! Raban! Raban!, Buddingh's Blauwbilgorgel met pensioen.
- Katinka van Haren bracht in 2011 het boek Gorgelrijmen en gorgelwezens uit, met rijmen van Buddingh' en haar visuele interpretatie van de wezens.[4][5]
- In 2014 werd een animatie van het gedicht van de hand van Magda van Tilburg vertoond op het KLIK! Amsterdam Animatie Festival.
- In 2019 kwam het gedicht voor in de aflevering "Witte puntjes" van het tweede seizoen van De Luizenmoeder.